# Coppa Italia di calcio da tavolo 2008
La seconda coppa italia primavera di calcio da tavolo venne organizzato dalla F.I.S.C.T. a Chianciano Terme nel 2008.

## Risultati

### Semifinali
- Pierce 14 - Eagles Napoli 1 - 2
- Napoli Fighters - Perugia 3 - 0

### Finale
| Eagles Napoli | Fighters      | 1 | 1 |
| ------------- | ------------- | - | - |
| Bellotti M.   | Battista L.   | 0 | 0 |
| Palmieri S.   | Peluso A.     | 3 | 2 |
| Fryar         | Ciccarelli M. | 0 | 2 |

## Formazione della Squadra Coppa Italia
| Peluso Antonio    |
| Ciccarelli Matteo |
| Battista Luca     |
| ----------------- |